# خانقاه (اردبیل)
خانقاه
روستایی است که در استان اردبیل، شهرستان اردبیل، بخش هیر، دهستان هیر قرار دارد.
این روستا که تقریباً در سی کیلومتری اردبیل در مسیر اتوبان اردبیل-سرچم-تهران واقع شده هم از نظر معنوی و هم ازنظر طبیعت دارای ویژگی‌های خاص خود است. در اصل این روستا با بقعه معروفش برای عده‌زیادی آشناست.
این دیار درگذشته محل انجام مراسم دراویش و نیز به‌عنوان مکانی امن دور از توطئه‌ها و هجمه‌های راهزنان بوده و زمانی نیز به‌عنوان مکات تجمع صوفیان به شمار می‌آمده است که نام روستا نیز از آنجا برگرفته شده و به خانقاه شهرت یافته‌است.
براساس شنیده‌ها، قدمت بقعه خانقاه به ۶۰۰ سال پیش و دوران صفویه برمی‌گردد. براساس روایت و گفته‌های بزرگان در طول تاریخ گویی این بقعه تخریب شده را خود باباسعید کاشانی ساخته که اهالی بعد از درگذشت این شخصیت وارسته جنازه باباسعید را در این مکان دفن کرده و بعد روی قبر را صندوقچه‌ای گرانبها قرار دادند.
بابا سعید از شاگردان شیخ جبرائیل و از مریدان شیخ صفی‌الدین اردبیلی بوده‌است.

## جمعیّت
بر اساس سرشماری سال ۱۳۸۵ جمعیّت این روستا ۴۶۹ نفر با ۱۱۲ خانوار بوده‌است.